# Кондратьевский
Кондратьевский — посёлок в Алейском районе Алтайского края России. Входит в состав Кировского сельсовета.

## География
Посёлок находится в центральной части края.
Климат
резко континентальный. Средняя температура января −17,6ºС, июля — + 20ºС. Годовое количество осадков — 440 мм

## История
Основан в 1923 г.
В 1928 г. выселок Кондратьевский состоял из 76 хозяйства. Административный центр Кондратьевского сельсовета Алейского района Барнаульского округа Сибирского края.

## Население
| 1926 | 1997 | 1998 | 1999 | 2000 | 2001 | 2002 | 2003 | 2004 |
| ---- | ---- | ---- | ---- | ---- | ---- | ---- | ---- | ---- |
| 446  | ↘235 | ↗250 | ↗252 | ↘246 | ↘239 | ↘217 | ↘200 | ↘197 |
| 2005 | 2006 | 2007 | 2008 | 2009 | 2010 | 2011 | 2012 | 2013 |
| ↘135 | ↗170 | ↘143 | ↗146 | ↘139 | ↘92  | ↘88  | ↘69  | ↘56  |

национальный состав
В 1928 г. основное население — русские.
Согласно результатам переписи 2002 года, в национальной структуре населения русские составляли 90 % от 201 жителя.

## Инфраструктура
Экономика
Основное направление — сельское хозяйство.

## Транспорт
Посёлок доступен по дороге общего пользования межмуниципального значения «Алейск — Кировское — Новоникольский — Дубровский» (идентификационный номер 01 ОП МЗ 01Н-0101).